# Сэквилл-Уэст, Роберт, 7-й барон Сэквилл
Роберт Бертран Сэквилл-Уэст, 7-й барон Сэквилл (англ. Robert Bertrand Sackville-West, 7th Baron Sackville; родился 10 июля 1958 года) — британский издатель, автор и хранитель Ноула в графстве Кент, который был домом Сэквилл с 1603 года и теперь принадлежит Национальному фонду.

## Ранняя жизнь
Родился 10 июля 1958 года. Старший сын Хью Росслина Иниго Сэквилла-Уэста (1919—2001) и Бриджит Элеонор Канлифф (род. 1927), внук Достопочтенного Бертрана Джорджа Сэквилла-Уэста (1872—1959).
27 марта 2004 года после смерти своего дяди, Лайонела Бертрана Сэквилла-Уэста, 6-го барона Сэквилла (1913—2004), не имевшего наследников мужского пола, Робер Сэквилл-Уэст унаследовал титул 7-го барона Сэквилла.

## Карьера
Сэквилл-Уэст получил образование в Винчестерском колледже и читал историю в колледже Магдалины в Оксфорде. Позже он получил степень MBA в Лондонской школе бизнеса, а затем работал консультантом по менеджменту. В 1984 году он основал Toucan Books, председателем которой он сейчас является, упаковочную компанию, которая работала с издателями по обе стороны Атлантики более трех десятилетий.
Он был губернатором Севенокской школы с 1995 по 2008 год, занимая пост председателя с 2002 года. В настоящее время он является губернатором Академии Knole в Севеноуксе и членом совета международного бакалавриата Великобритании. Он также является исполнительным председателем нескольких семейных предприятий Саквилла, связанных с собственностью, произведениями искусства и наследием.

## Браки и дети
Впервые он женился на журналистке Кэтрин Беннетт в 1985 году (брак расторгнут в 1992 году), которая писала против системы пэров и того, что она считает дворянскими привилегиями. Первый брак был бездетным. В 1994 году он женился на Марго Джейн Макэндрю. От второй жены у него трое детей:
- Достопочтенная Фрейя Сэквилл-Уэст (родилась 6 августа 1998 года)
- Достопочтенный Артур Джордж Сэквилл-Уэст (родился 25 февраля 2000 года)
- Достопочтенная Эдит Альбертин Сэквилл-Уэст (родилась 5 мая 2003 года)

Он является автором двух книг об истории своей семьи.
- Наследование: история Нола и Сэквилл (2010)
- Лишенные наследства: история семьи, любви и предательства (2014)

## Награды
- 2010 Spears Book Awards Family History of the Year Inheritance: The Story of Knole and the Sackvilles